# Ivo Tarolli
Ivo Tarolli (Castel Condino, 28 ottobre 1950) è un politico italiano, senatore dell'UDC dal 1996 al 2006.

## Biografia
È stato membro del Consiglio della provincia autonoma di Trento e del Consiglio regionale del Trentino-Alto Adige nella X Legislatura, dal 1991 (subentrando al dimissionario Alberto Robol) al 1993, con la Democrazia Cristiana.
Funzionario della provincia autonoma di Trento e responsabile del Dipartimento economico dell'UDC, alle elezioni del 1996 è stato candidato al Senato con il Polo per le Libertà nel collegio di Trento. Arriva secondo dopo Alberto Robol, candidato dell'Ulivo, ma viene eletto con il sistema proporzionale. Dal 21 aprile 1998 al 29 maggio 2001 è segretario del gruppo CCD-Cristiani Democratici per la libertà, poi rinominato in Centro Cristiano Democratico.
Nel 2001 viene candidato, sempre nel collegio di Trento, con la Casa delle Libertà. Arriva dopo Mauro Betta, del centro-sinistra, ma viene rieletto col sistema proporzionale. Dal 10 luglio 2001 al 27 aprile 2006 è vicepresidente del gruppo CCD-CDU: Biancofiore, poi rinominato Unione Democristiana e di Centro e infine Unione dei Democratici Cristiani e dei Democratici di Centro (CCD-CDU).
Nel 2008 viene candidato alla Camera dei deputati ma non viene eletto. Alle elezioni europee del 2009 è candidato con l'Udc. Ad aprile del 2014 aderisce al Nuovo CDU di Mario Tassone, divenendone vicesegretario. A dicembre del 2014 fonda Trentino Unico Popolare.
Alle elezioni europee del 2019 è capolista di Popolari per l'Italia nella Circoscrizione Italia nord-orientale.
A ottobre 2020 è tra i promotori di un nuovo soggetto politico centrista e popolare di nome "Insieme", affiancato, tra gli altri, dall'economista Stefano Zamagni e dall'ex sindacalista Raffaele Bonanni.
In vista delle elezioni europee del 2024 lancia insieme a Lucio D'Ubaldo la Piattaforma Popolare 2024, movimento centrista di ispirazione cristiano-popolare. La Piattaforma aderisce alla lista Siamo Europei promossa da Azione con Team K, Movimento Repubblicani Europei, Partito Repubblicano Italiano, Popolari Europeisti Riformatori, Democrazia Liberale, Associazione Socialista Liberale e NOS.

## Opere
- Ivo Tarolli, La forza delle idee. Una nuova alba per i cattolici italiani?, Ancora, 2012.
- Ivo Tarolli, Marco D'Agostini, Fabio Reali e Francesco Rabotti (a cura di), Il tempo del coraggio. L'Italia fra rassegnazione e riscatto. La ripartenza dei cristiano popolari, Rubbettino, 2017.